# Steven Fogarty
Steven Fogarty (* 19. April 1993 in Chambersburg, Pennsylvania) ist ein ehemaliger US-amerikanischer Eishockeyspieler, der im Verlauf seiner aktiven Karriere zwischen 2012 und 2024 unter anderem 32 Spiele für die New York Rangers, Buffalo Sabres, Boston Bruins und Minnesota Wild in der National Hockey League (NHL) auf der Position des Centers bestritten hat. Den Großteil seiner Laufbahn absolvierte Fogarty jedoch in der American Hockey League (AHL), wo er in über 450 Partien auf dem Eis stand.

## Karriere
Fogarty verbrachte seine erste High-School-Zeit zwischen 2008 und 2011 an der Edina High School im US-Bundesstaat Minnesota. Sporadisch kam der Stürmer in der Saison 2010/11 bei den Chicago Steel in der United States Hockey League (USHL) zum Einsatz. Im Anschluss wurde er im NHL Entry Draft 2011 in der dritten Runde an 72. Stelle von den New York Rangers aus der National Hockey League (NHL) ausgewählt. Zur Spielzeit 2011/12 wechselte der US-Amerikaner zunächst zu den Penticton Vees in die kanadische Juniorenliga British Columbia Hockey League (BCHL). Dort verbrachte er eine überaus erfolgreiche Saison, die mit dem Gewinn des Triples bestehend aus dem Fred Page Cup, Doyle Cup und Royal Bank Cup abgeschlossen wurde. Zudem fand sich der Offensivspieler im All-Rookie Team der BCHL wieder. Im Sommer 2012 begann Fogarty ein vierjähriges Studium an der University of Notre Dame. Parallel spielte er während seiner Ausbildung für die Eishockeymannschaft der Universität in der Central Collegiate Hockey Association (CCHA), einer Division im Spielbetrieb der National Collegiate Athletic Association (NCAA). Mit den Fighting Irish gewann er im Jahr 2013 den Mason Cup der CCHA. Während seiner vier NCAA-Jahre absolvierte er insgesamt 150 Partien, in denen er 65 Scorerpunkte sammelte.
Nach dem Abschluss seines Studiums wurde Fogarty im März 2016 von den New York Rangers für zunächst zwei Jahre unter Vertrag genommen und bereits zum Ende der Saison 2015/16 bei deren Farmteam, dem Hartford Wolf Pack, in der American Hockey League (AHL) eingesetzt. Beim Wolf Pack kam der Center auch in den folgenden vier Spielzeiten primär zum Einsatz und kam dabei bis zum Ende der Saison 2019/20 auf über 250 Einsätze. Mit 52 Punkten hatte er in der Spielzeit 2018/19 sein produktivstes Jahr für Hartford. Für die New York Rangers kam er in diesem Zeitraum auf 19 Spiele; das erste im April 2019, die meisten im Verlauf der Saison 2018/19. Zwischenzeitlich war sein Vertrag in den Sommern 2018 und 2019 jeweils um ein Jahr verlängert worden. Nachdem der Angreifer über die Saison 2019/20 kein neues Vertragsangebot der Rangers erhalten hatte, wurde er im Oktober 2020 als Free Agent von den Buffalo Sabres verpflichtet. Vor dem Hintergrund der COVID-19-Pandemie absolvierte er im Spieljahr 2020/21 neun Spiele für Buffalo sowie 16 weitere für deren AHL-Kooperationspartner Rochester Americans. Im Juli 2021 wechselte Fogarty – erneut als vertragsloser Spieler – für ein Jahr in die Organisation der Boston Bruins. Mit der Ausnahme von zwei NHL-Einsätzen lief er in der Saison 2021/22 aber hauptsächlich für das Farmteam Providence Bruins in der AHL auf.
Somit folgte bereits im Juli 2022 ein abermaliger Wechsel des Franchises für den Offensivspieler, der ein zweijähriges Arbeitsverhältnis mit den Minnesota Wild einging. Nachdem er in den folgenden beiden Jahren bis zum Sommer 2024 weiterhin in der AHL bei den Iowa Wild eingesetzt worden war und nur zweimal für Minnesota in der NHL aufgelaufen war, gab der 31-Jährige im Juli 2024 das Ende seiner aktiven Karriere bekannt.

## Erfolge und Auszeichnungen
| - 2012 Fred-Page-Cup-Gewinn mit den Penticton Vees - 2012 Doyle-Cup-Gewinn mit den Penticton Vees - 2012 Royal-Bank-Cup-Gewinn mit den Penticton Vees | - 2012 BCHL All-Rookie Team - 2013 Mason-Cup-Gewinn mit der University of Notre Dame |

## Karrierestatistik
(Legende zur Spielerstatistik: Sp oder GP = absolvierte Spiele; T oder G = erzielte Tore; V oder A = erzielte Assists; Pkt oder Pts = erzielte Scorerpunkte; SM oder PIM = erhaltene Strafminuten; +/− = Plus/Minus-Bilanz; PP = erzielte Überzahltore; SH = erzielte Unterzahltore; GW = erzielte Siegtore; 1 Play-downs/Relegation; Kursiv: Statistik nicht vollständig)